# 32 Baza Lotnicza
32 Baza Lotnicza – wojskowa baza lotnicza zlokalizowana na południowy wschód od Łasku, sformowana 1 stycznia 2001 w oparciu o zlikwidowany 2 Pułk Lotnictwa Myśliwskiego im. Ludowych Partyzantów Ziemi Krakowskiej oraz wybudowane w 1957 roku lotnisko wojskowe.

## Historia
32 Baza Lotnicza stanowiła część 2 Skrzydła Lotnictwa Taktycznego z dowództwem w Poznaniu. Zadaniem łaskiej jednostki było wszechstronne zabezpieczenie szkolenia oraz działań bojowych w systemie obronnym Polski i NATO, zwłaszcza zaś stacjonującej w bazie 10 Eskadry Lotnictwa Taktycznego (10 ELT). Baza stacjonowała na wcześniejszym  lotnisku Łask - Buczek. Dowódcą jednostki był płk. pil. dr Władysław Leśnikowski. W bazie funkcjonowały nowoczesne myśliwce Lockheed Martin F-16 w wersji Block 52 C/D. Nr maszyn stacjonujących w 32 BL: 4063, 4085, 4064, 4065, 4066, 4067, 4068, 4069, 4070, 4071, 4072, 4073, 4074, 4075. 
Z dniem 1 stycznia 2010 32. Baza Lotnicza wraz z 10. Eskadrą Lotnictwa Taktycznego przekształcone zostały w 32. Bazę Lotnictwa Taktycznego.

## Dowódcy
- płk dypl. pil. Dariusz Pacek (1 stycznia 2001 – luty 2004)[1]
- płk dypl. pil. Adam Świerkocz (19 lutego 2004 – 25 maja 2006)[2]
- płk dypl. pil. Arkadiusz Poluszyński (2006–2007)[3]
- płk pil. dr Władysław Leśnikowski (2007–2009)[4]